# BlackBerry Q10
Le BlackBerry Q10 est le deuxième appareil BlackBerry dévoilé à la Keynote Blackberry 10 du 30 janvier 2013.

## Matériel
La série des Blackberry « Q » (Q10 et BlackBerry Q5 ) gardent un clavier physique (AZERTY pour la version distribuée en France) similaire à la série des BlackBerry Bold mais se distingue de ceux-ci par la dimension de l'écran tactile (3,1 pouces au lieu de 2,8 pouces).
Outre le clavier physique, une autre particularité du Q10 (partagée avec le Q5) est d'avoir un écran carré et non rectangulaire.

## Applications et jeux
BlackBerry confirme le 25 mars 2013 de façon officielle le portage des applications Android vers le Blackberry Q10.

## Disponibilité
Aux États-Unis, le Blackberry Q10 a été annoncé comme disponible chez les opérateurs suivants : Verizon Wireless, AT&T Mobility et Sprint Nextel.
Au Canada : Bell Mobility, Rogers Wireless et Telus.
En Australie, le BlackBerry Q10 a été annoncé pour 2 opérateurs : Telstra and Optus.